# Radomił
Radomił – staropolskie imię męskie, złożone z członu Rado- (motywowany przez rad – „być zadowolonym, chętnym, cieszyć się” lub radzić – „troszczyć się, dbać o coś”) oraz członu -mił („miły”). Może ono oznaczać „tego, który chętnie jest miły”.
Radomił imieniny obchodzi 11 czerwca i 17 czerwca.